# Al-Nasr Sports Club
El Al-Nasr SC (en árabe: النصر‎) es un club de fútbol de Emiratos Árabes Unidos fundado en 1945 en la ciudad de Dubái. Juega en la Liga de los EAU.
Su nombre en idioma árabe significa Victoria y es considerado el primer equipo y el más antiguo de los Emiratos Árabes Unidos. Cuenta con representación en voleibol, balonmano, baloncesto y tenis de mesa.

## Futbolistas destacados
| - Andrés Guglielminpietro - Mark Bresciano - Careca - Léo Lima - Renato - Valder - Luis Antonio Jiménez Garcés - Esteban Pavez - Amara Diané - Carlos Tenorio - Ismaël Bangoura - Khodadad Azizi - Karim Bagheri - Arash Borhani - Reza Enayati - Ebrahim Ghasempour | - Sattar Hamedani - Mehrzad Madanchi - Farhad Majidi - Iman Mobali - Mohammad Nosrati - Hussein Alaa Hussein - Luca Toni - Manaf Alshamsi - Endurance Idahor - Ionuţ Rada - Nenad Jestrović - Mamam Cherif Touré - Mohamed Omar - Salem Saad |

Anécdota mundialista
Solo por clasificar al Mundial Italia '90, cada jugador de Emiratos Árabes, ganaba una Ferrari; a Khalid Ismaïl Mubarak (jugador de Al-Nasr), por hacer el primer gol de Emiratos Árabes en la historia de los mundiales (fue caída 1-5 con Alemania en Milán), la Familia Real lo premiaba con un Rolls Royce. Sin embargo, Mubarak dijo en una entrevista en 2010 que nunca recibió ningún premio por eso. Como otros futbolistas de la selección emiratí en 1990, Mubarak no era profesional: era bombero en el aeropuerto de Dubái.

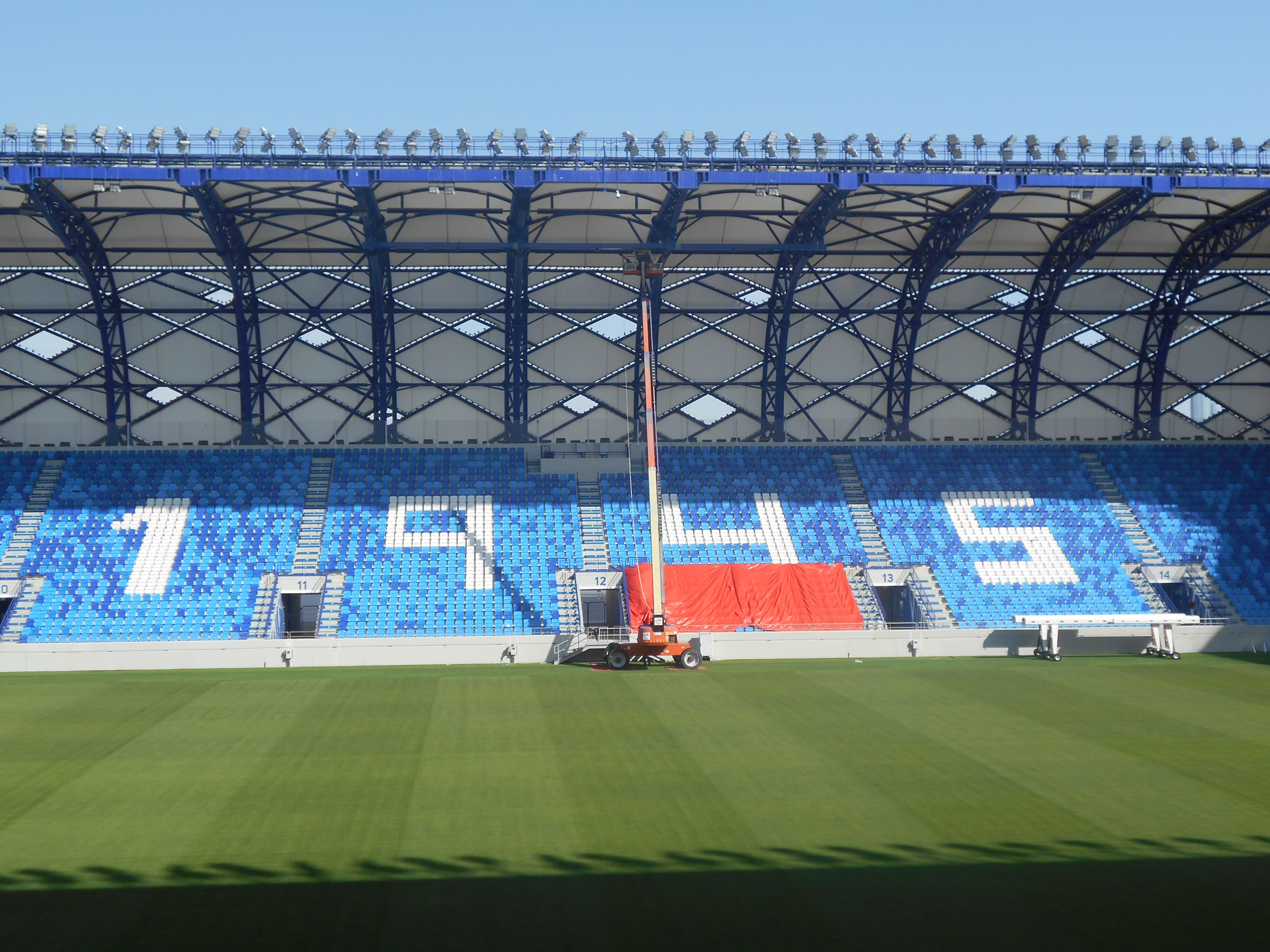
Estadio Al-Maktoum, donde juega de local Al-Nasr.

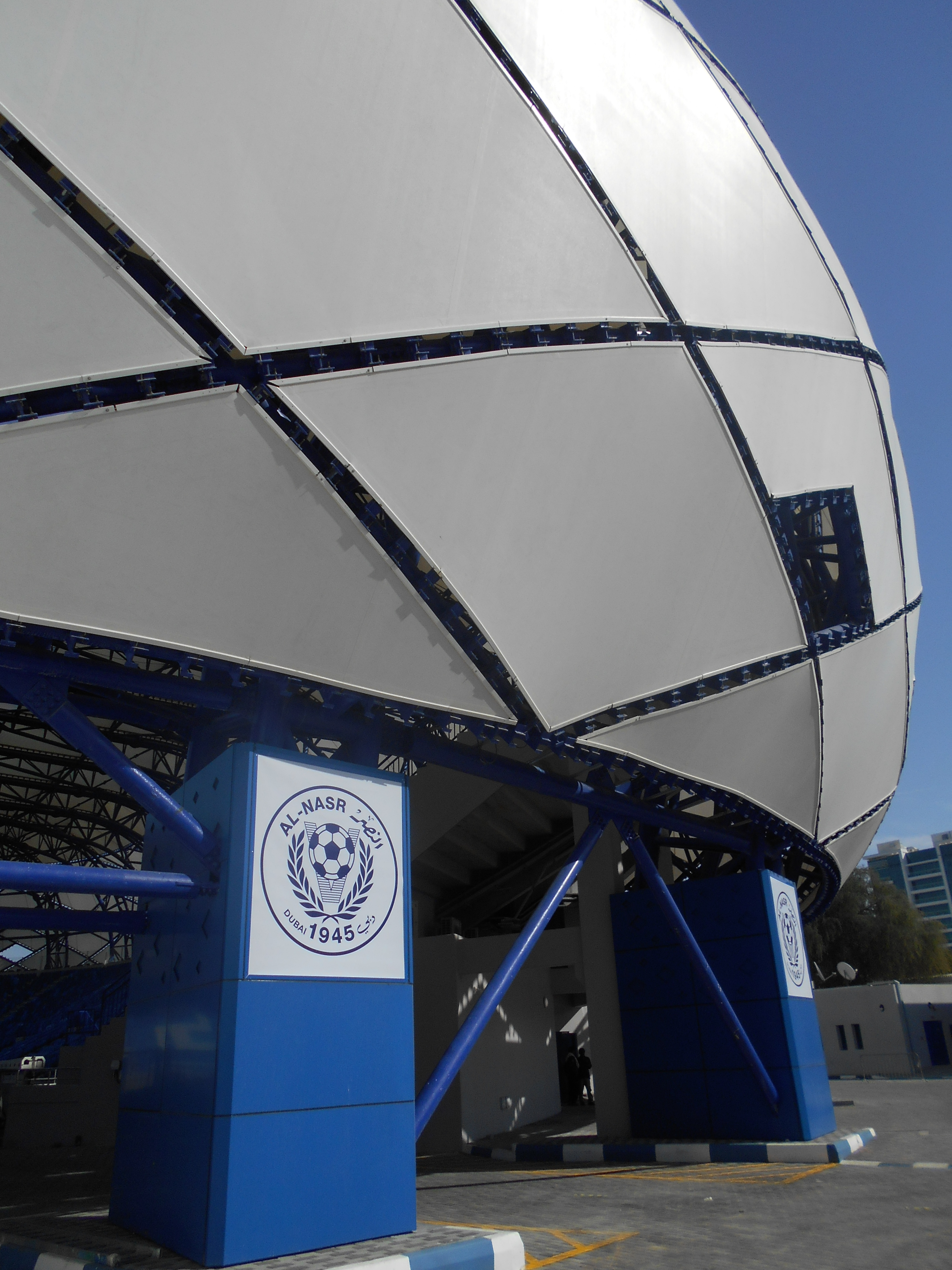
Sede de Al-Nasr, ubicada en el mismo estadio Al-Maktoum.

## Palmarés

### Torneos nacionales
- Liga de los EAU (3): 1978, 1979, 1986

- Copa Presidente de Emiratos Árabes Unidos (4): 1985, 1986, 1989, 2015

- Copa Unión de Emiratos Árabes Unidos (3): 1988, 2000, 2002

- Copa de Liga de los Emiratos Árabes Unidos (1): 2015

### Torneos internacionales
- Copa de Clubes Campeones del Golfo (1): 2014

## Participación en competiciones de la AFC
- Champions League: 2 apariciones

2012 - Fase de grupos
2013 - Fase de grupos
2016 - Cuartos de final
- Copa de Clubes de Asia: 2 apariciones

1988 - Ronda clasificatoria
1998 - abandonó en la Primera ronda
- Recopa de la AFC: 1 aparición

1993-94 - Primera ronda